# White Zombie
White Zombie war eine US-amerikanische Metal-Band aus New York, die 1985 gegründet wurde.

## Bandgeschichte
Die Band wurde 1985 von Rob Zombie (damals noch unter dem Namen Rob Straker) und Sean Yseult (Shauna Reynolds) mit Peter Landau am Schlagzeug und Paul „ENA“ Kostabi, welcher ein eigenes Studio besaß und Sean das Bassspielen beibrachte, als Gitarrist gegründet. Der Bandname geht auf dem Horrorfilm The White Zombie aus dem Jahr 1932 zurück. In dieser Besetzung wurde Ende 1985 die erste EP Gods on Voodoo Moon veröffentlicht, von der jedoch lediglich 100 Exemplare verkauft wurden. Kostabi und Landau wurden kurze Zeit nach der Veröffentlichung schon wieder wegen persönlicher Differenzen mit Rob Zombie entlassen.
1986 ersetzte Tim Jeffs, ein alter Freund von Rob Zombie, ENA Kostabi an der Gitarre und Ivan de Prume übernahm den Posten als Schlagzeuger. Die Pig-Heaven-EP erschien, woraufhin die Band das erste Mal auf Tour ging. Nach den Aufnahmen verließ Tim Jeffs die Band und wurde durch Tom 5 (Tom Guay) ersetzt, welcher auf der zweiten Pressung der Pig-Heaven-EP die Gitarre eingespielt hat.
Mit der gleichen Besetzung wurden 1987 die dritte EP Psycho-Head Blowout und das erste Studioalbum Soul Crusher aufgenommen, welches erstmals Samples enthielt und White Zombies Stil der 1990er wesentlich näher kam als die Vorgänger, die eher dem Noise-Rock zuzuordnen sind.
1988 unterschrieben White Zombie einen Vertrag bei Caroline Records, unter welchem ein Jahr später die zweite LP Make Them Die Slowly vertrieben wurde, auf dem John Ricci anstelle von Tom 5 Gitarre spielt. Das Album ist wesentlich metallastiger und Rob Zombies zuvor sehr kreischender Gesang ähnelt schon sehr dem der späteren Veröffentlichungen.
1989 musste John Ricci die Band verlassen, da bei ihm das Karpaltunnelsyndrom festgestellt wurde.
Ersetzt wurde er durch Jay Noel Yuenger, genannt „J“, welcher bis zur Auflösung White-Zombie-Gitarrist blieb. Mit ihm wurde die wesentlich mehr Groove orientierte EP God of Thunder aufgenommen, deren Titelsong ein Cover des gleichnamigen Kiss-Stückes ist.

### Major-Label-Jahre
Anfang der 1990er-Jahre unterschrieben White Zombie einen Vertrag bei dem Major-Label Geffen Records. 1992 erschien La Sexorcisto: Devil Music, Volume 1 mit dem, besonders durch das Video zu Thunder Kiss ’65 der Durchbruch gelang. Am Anfang der langen Tour stieg Schlagzeuger Ivan de Prume aus persönlichen Gründen aus der Band aus und wurde während der Tour durch Phil Buerstatte ersetzt.
1993 und 1994 veröffentlichten White Zombie die Soundtrack-Beiträge I am Hell (Beavis und Butt-Head) und Feed the Gods (Airheads) sowie das Black-Sabbath-Cover Children of the Grave im Rahmen des Black-Sabbath-Tributealbums Nativity in Black II: A Tribute to Black Sabbath.
Nach der Tour ersetzte Ex-Testament- und Exodus-Schlagzeuger John Tempesta Phil Buerstatte am Schlagzeug. 1995 wurde das 4. Studioalbum Astro-Creep: 2000 – Songs of Love, Destruction and Other Synthetic Delusions of the Electric Head veröffentlicht, welches es auf Platz 6 der Billboard Charts schaffte und mit More Human Than Human einen Top-Ten-Hit beinhaltete.
1996 erschien das dazugehörige Remix-Album Supersexy Swingin’ Sounds. Danach wurde es abgesehen von den Soundtrack-Beiträgen The One (Escape from L.A.), I’m Your Boogie Man (The Crow: City of Angels) und Ratfinks, Suicide Tanks and Cannibal Girls (Beavis and Butt-Head Do America) ruhig um die Band.

### Nach der Auflösung
1998, kurz nachdem Rob Zombie sein erstes Soloalbum herausbrachte, wurde White Zombie aufgelöst. Sean Yseult spielte fortan bei den Bands The famous Monsters und Rock City Morgue. John Tempesta wirkte auf den ersten beiden Soloalben von Rob Zombie, Hellbilly Deluxe und The Sinister Urge mit, und war mit seinem Bruder Mike in der Band Scum of the Earth sowie für kurze Zeit bei Testament tätig. Anfang des Jahres 2006 stieg er bei The Cult ein. J. produzierte mehrere Alben der Stoner-Rock-Gruppe Fu Manchu und Puny Human. 2006 stieg der ehemalige Gitarrist Tom Five bei Ivan de Prumes Eastern-Rock-Band Healer ein. Letzterer ist außerdem als Ghostwriter für Sony tätig.
2008 veröffentlichte Geffen mit Let Sleeping Corpses Lie ein Boxset, welches alle Studioalben, EPs, alle Videos, sowie einen Liveauftritt umfasst.

## Diskografie

### Studioalben
| Jahr | Titel                     | Höchstplatzierung, Gesamtwochen, AuszeichnungChartplatzierungen (Jahr, Titel, Platzierungen, Wochen, Auszeichnungen, Anmerkungen) | Höchstplatzierung, Gesamtwochen, AuszeichnungChartplatzierungen (Jahr, Titel, Platzierungen, Wochen, Auszeichnungen, Anmerkungen) | Höchstplatzierung, Gesamtwochen, AuszeichnungChartplatzierungen (Jahr, Titel, Platzierungen, Wochen, Auszeichnungen, Anmerkungen) | Höchstplatzierung, Gesamtwochen, AuszeichnungChartplatzierungen (Jahr, Titel, Platzierungen, Wochen, Auszeichnungen, Anmerkungen) | Höchstplatzierung, Gesamtwochen, AuszeichnungChartplatzierungen (Jahr, Titel, Platzierungen, Wochen, Auszeichnungen, Anmerkungen) | Anmerkungen                                  |
| Jahr | Titel                     | DE | AT | CH | UK | US | Anmerkungen                                  |
| ---- | ------------------------- | --- | --- | --- | --- | --- | -------------------------------------------- |
| 1992 | La Sexorcisto             | — | — | — | — | US26 ×2Doppelplatin · (44 Wo.)US                                                                                                  | Erstveröffentlichung: März 1992              |
| 1995 | Astro-Creep: 2000         | DE57 (9 Wo.)DE | AT26 (5 Wo.)AT | CH40 (5 Wo.)CH | UK25 Gold · (8 Wo.)UK | US6 ×2Doppelplatin · (88 Wo.)US                                                                                                   | Erstveröffentlichung: April 1995             |
| 1996 | Supersexy Swingin’ Sounds | — | — | — | UK32 (3 Wo.)UK | US17 Gold · (19 Wo.)US | Erstveröffentlichung: August 1996 Remixalbum |

Weitere Alben
- 1987: Soul Crusher
- 1989: Make Them Die Slowly
- 1997: Thrilling Chilling World of White Zombie
- 2008: Let Sleeping Corpses Lie (5-CD-Kompilation, umfasst alle Studioalben plus Bonusmaterial)
- 2016: It Came from N.Y.C (3-CD-Kompilation, umfasst frühe Out-of-Print Alben und EPs)

### Singles
| Jahr | Titel Album                                          | Höchstplatzierung, Gesamtwochen, AuszeichnungChartplatzierungen (Jahr, Titel, Album, Platzierungen, Wochen, Auszeichnungen, Anmerkungen) | Höchstplatzierung, Gesamtwochen, AuszeichnungChartplatzierungen (Jahr, Titel, Album, Platzierungen, Wochen, Auszeichnungen, Anmerkungen) | Höchstplatzierung, Gesamtwochen, AuszeichnungChartplatzierungen (Jahr, Titel, Album, Platzierungen, Wochen, Auszeichnungen, Anmerkungen) | Höchstplatzierung, Gesamtwochen, AuszeichnungChartplatzierungen (Jahr, Titel, Album, Platzierungen, Wochen, Auszeichnungen, Anmerkungen) | Höchstplatzierung, Gesamtwochen, AuszeichnungChartplatzierungen (Jahr, Titel, Album, Platzierungen, Wochen, Auszeichnungen, Anmerkungen) | Anmerkungen                    |
| Jahr | Titel Album                                          | DE | AT | CH | UK | US | Anmerkungen                    |
| ---- | ---------------------------------------------------- | --- | --- | --- | --- | --- | ------------------------------ |
| 1995 | More Human than Human Astro-Creep: 2000              | — | — | — | UK51 (2 Wo.)UK | — | Erstveröffentlichung: Mai 1995 |
| 1995 | Electric Head, Pt. 2 (The Ecstasy) Astro-Creep: 2000 | — | — | — | UK31 (2 Wo.)UK | — |                                |

Weitere Singles / EPs
- 1985: Gods on Voodoo Moon (EP)
- 1986: Pig Heaven (EP)
- 1987: Psycho-Head Blowout (EP)
- 1989: God of Thunder (EP)
- 1992: Nightcrawlers: The KMFDM Remixes (Remix-EP)
- 1993: Thunder Kiss ’65
- 1993: Black Sunshine
- 1993: I am Hell
- 1994: Children of the Grave
- 1994: Feed the Gods
- 1995: Real Solution #9
- 1996: Super-Charger Heaven
- 1996: El Phantasmo and the Chicken-Run Blast-O-Rama
- 1996: Blood, Milk and Sky
- 1996: The One
- 1996: I’m Your Boogieman
- 1997: Ratfinks, Suicide Tanks and Cannibal Girls

## Auszeichnungen für Musikverkäufe
| Platin-Schallplatte - Neuseeland - 2010: für das Album La Sexorcisto |

Anmerkung: Auszeichnungen in Ländern aus den Charttabellen bzw. Chartboxen sind in ebendiesen zu finden.
| Land/RegionAuszeichnungen für Musikverkäufe (Land/Region, Auszeichnungen, Verkäufe, Quellen) | Gold     | Platin     | Verkäufe  | Quellen          |
| -------------------------------------------------------------------------------------------- | -------- | ---------- | --------- | ---------------- |
| Neuseeland (RMNZ)                                                                            | —        | Platin1    | 15.000    | radioscope.co.nz |
| Vereinigte Staaten (RIAA)                                                                    | Gold1    | 4× Platin4 | 4.500.000 | riaa.com         |
| Vereinigtes Königreich (BPI)                                                                 | Gold1    | —          | 100.000   | bpi.co.uk        |
| Insgesamt                                                                                    | 2× Gold2 | 5× Platin5 |           |                  |